# Cooperación internacional al desarrollo

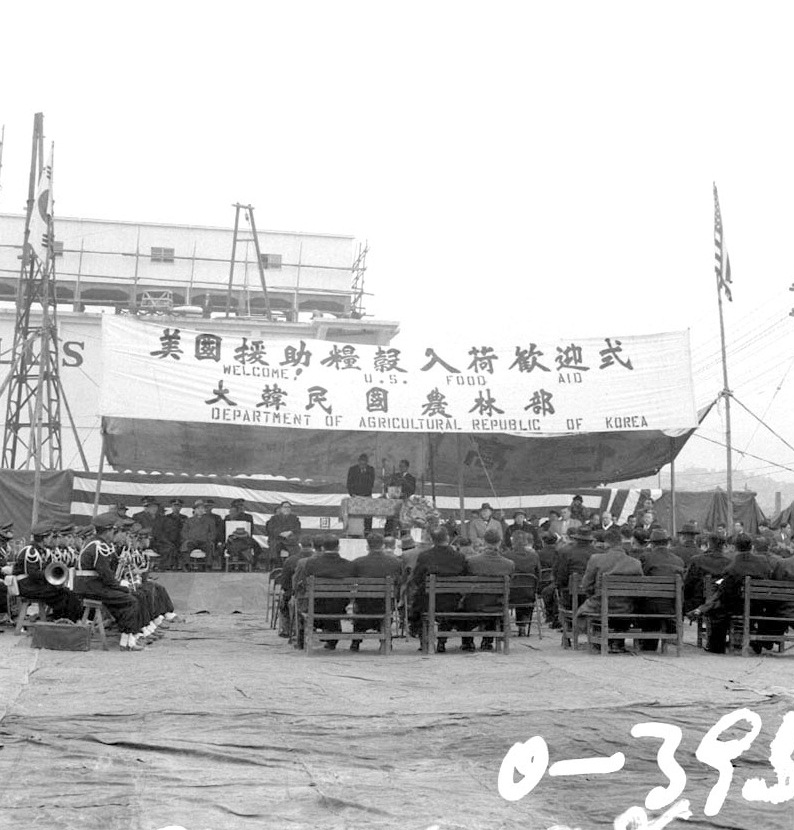
Bienvenida al aprovisionamiento estadounidense a Corea

La cooperación internacional al desarrollo, cooperación para el desarrollo, asistencia al desarrollo o asistencia técnica comprende el conjunto de actuaciones, realizadas por actores públicos y privados, con el propósito de promover el progreso económico y social global de terceros países o regiones de otros países, de modo que sea sostenible y equitativo.
Esta población puede recibir la colaboración directamente o bien a través de su Estado, gobierno local o una ONG de la zona.
Los ámbitos cubiertos por la cooperación internacional son muy variados. Entre otros, se pueden citar los siguientes:
- mejorar la salud pública;
- mejorar la educación;
- mejorar las condiciones ambientales;
- reducir las desigualdades en el ámbito social y económico; etc.
- asistencia judicial recíproca entre los estados parte respecto de investigaciones, procesos y actuaciones judiciales relacionados con los delitos de corrupción, según la Convención de las Naciones Unidas contra la Corrupción.

La cooperación internacional consiste en el trabajo en comunidad llevándolo a cabo por parte de uno o más grupos de personas. Sin embargo, en la actualidad, la definición de cooperación internacional es más amplia, porque responde al creciente desarrollo y complejidad de las relaciones internacionales. Es así, que la cooperación internacional conjuga hoy en día, la ayuda o apoyo al desarrollo con otros elementos como los de promoción comercial e intereses políticos y económicos. Esto permite que se entienda a la cooperación internacional como el conjunto de acciones a través de las cuales se intenta coordinar políticas o unir esfuerzos para poder alcanzar objetivos en plano internacional.

## Actores
Por lo que respecta a los actores, el sistema de la cooperación al desarrollo está constituido por actores de diversa índole y funciones, coexistiendo organizaciones públicas y privadas, generalistas y especializadas, de diversos países y con distintas formas y estrategias de acción. De manera general cabe distinguir entre instituciones públicas y privadas. Entre las primeras están las instituciones multilaterales, los gobiernos de los países donantes y receptores, las administraciones públicas regionales y locales, las universidades entre otros.
Dentro de las entidades privadas se pueden distinguir las que tiene fines lucrativos -como las empresas- y las que carecen de fines lucrativos como las organizaciones no gubernamentales de desarrollo (ONGD) y otros colectivos sociales como sindicatos, organizaciones de base, comités de solidaridad entre otros.

## Significado del término
El término cooperación para el desarrollo no es sinónimo de ayuda oficial al desarrollo (AOD), aunque en muchos casos se utilicen indistintamente. Según el Comité de Ayuda al Desarrollo (CAD) de la Organización para la Cooperación y el Desarrollo Económico (OCDE), la AOD la constituyen los flujos que las agencias oficiales, incluidos los gobiernos estatales y locales, o sus agencias ejecutivas, destinan a los países en desarrollo y a las instituciones multilaterales y que en cada operación satisfacen las siguientes condiciones: a) tienen como principal objetivo la promoción del desarrollo económico y el bienestar de los países en desarrollo y b) son de carácter concesional y contienen un elemento de donación de al menos el 25%. Además, en la categoría de cooperación al desarrollo también se ubican otras modalidades de cooperación, como la cooperación Sur-Sur, la cooperación Triangular, la cooperación descentralizada y la cooperación del sector privado.

## El campo del desarrollo
Al finalizar la Segunda Guerra Mundial, se intensificaron las movilizaciones por ayuda para el desarrollo principalmente en función de dos factores: los flujos monetarios y la influencia norteamericana. El primero se dio en función de la diferencia de productividad de los Estados Unidos y los demás países, en este sentido, era necesario exportar capital hacia los países pobres para evitar una crisis como la de 1929 (Montúfar 2001). El segundo factor se fundamenta en la cuestión ideológica de la postguerra, pues aquellos países que se encontraban bajo influencia norteamericana utilizaban la ayuda internacional como una forma de oponerse al dominio de la Unión Soviética. Así, la cooperación para el desarrollo se entendió de una forma asistencialista y se trató de relaciones asimétricas entre el norte, detentor de recursos y poder, y el sur, carente de recursos para llegar a los niveles de desarrollo establecidos por los países del norte occidental. 
En ese contexto, se crearon organizaciones como el Banco Internacional para la Reconstrucción y el Desarrollo (BIRD) –denominado más tarde Banco Mundial–, el Programa de las Naciones Unidas para el Desarrollo (PNUD) y la Conferencia de las Naciones Unidas sobre Comercio y Desarrollo (UNCTAD), con el objetivo de promover el desarrollo a nivel mundial, consagrando la ayuda internacional como un nuevo dispositivo de organización del ordenamiento económico luego de la Segunda Guerra Mundial. Los países desarrollados pasaron en forma paralela a formular sus propias políticas de ayuda internacional, estableciendo sus agencias de promoción de cooperación bilateral. 
Gradualmente la cooperación internacional empezó a contar con un número mayor de organizaciones multilaterales y bilaterales comprometidas con políticas de asistencia técnica y programas de financiamiento orientados hacia los países menos desarrollados. Con esto, a partir de la década de 1970, el concepto de cooperación evolucionó, perdiendo su carácter esencialmente asistencialista, exclusivo de la estrategia política bilateral de las grandes potencias, con lo cual ganó una connotación desarrollista, consolidando el llamado Sistema Internacional de Cooperación al Desarrollo (SICD). Según César Montúfar, «desde principios de los setenta, una nueva definición de desarrollo fue incubándose como resultado de una percepción distinta del sistema internacional, inicialmente centrada en la noción de interdependencia y luego en la de globalización». En ese período, se verificaba el apogeo de la cooperación internacional en términos de su ritmo, ánimo, dimensión y resultados.
La ayuda al desarrollo era también, en la mente de la administración estadounidense, un medio para combatir la influencia del comunismo. En un informe del PNUD de 1994 se señalaba que «de hecho, la ayuda suministrada por Estados Unidos durante los años 80 es inversamente proporcional al respeto de los derechos humanos. Los donantes multilaterales tampoco parecen estar preocupados por tales consideraciones. Parecen, en efecto, preferir los regímenes autoritarios, ya que consideran sin pestañar que éstos favorecen la estabilidad política y están en mejores condiciones de gestionar la economía. Cuando Bangladés y las Filipinas pusieron fin a la ley marcial, su proporción en el conjunto de los préstamos del Banco Mundial disminuyó».
Desde entonces, el sistema de cooperación internacional se ha vuelto cada vez más complejo, dada la multiplicidad de agentes, objetos, reglas y valores que lo forman. Por ejemplo, los agentes de la cooperación internacional pueden ser personas, Estados nacionales, organismos multilaterales (Banco Mundial, Naciones Unidas, etc.), estados subnacionales y también entidades no gubernamentales (asociaciones, fundaciones, empresas y ONG) que actuarían tanto en el ámbito nacional como internacional (Salles 2007). Por eso, no hay una única definición de cooperación internacional y mucho menos de su modus operandi.

## Organismos internacionales de cooperación multilateral
Entre los organismos internacionales que realizan estas funciones están las instituciones financieras multilaterales como: el Fondo Monetario Internacional (FMI), el Banco Mundial (BM) o los bancos regionales de desarrollo e instituciones multilaterales que no son financieras como es el caso de las Naciones Unidas y sus agencias especializadas (FAO, OIT, UNESCO…). También la Unión Europa por medio de la Oficina de Cooperación EuropeAid gestiona los programas europeos de ayuda exterior. Esta Oficina trabaja en estrecho contacto con organizaciones de la sociedad civil, ONG, Naciones Unidas, la Organización para la Cooperación y el Desarrollo Económico (OCDE) y el Banco Mundial (BM).

## Reino Unido, primera gran potencia en dedicar un 0,7% a la cooperación al desarrollo
El 20/03/2013 Reino Unido se convierte en la primera potencia que dedica el 0,7% a la cooperación al desarrollo. Un primer ministro conservador, David Cameron, cumple con una eterna promesa progresista. Las ONG de desarrollo lo celebran como "una gran victoria" en un "día histórico".